# 长征二号丁运载火箭
长征二号丁运载火箭（简称：“长二丁”）是中国于1990年2月开始研制的一型航天运载火箭，1992年8月9日首次发射并将中国新型返回式科学试验卫星送入预定的轨道。该火箭是在长征四号甲火箭的基础上減去第三级成為二级火箭。长征二号丁的布局基本与长征四号系列的一、二子级相同。2000年开始长征二号丁02批火箭的方案设计，可靠性指标由0.95提高到0.97。
长征二号丁31次发射連續取得了成功。在第32次任务中，高景一号01、02星任务任务发射升空，主载荷八一小卫星（ BY70-1）顺利入轨；副载荷高景一号01、02星因故未能进入预定轨道，后经星上发动机反复补救提高近地点后进入预定轨道，故此次发射定义为部分成功。
2012年9月29日12時12分，長征二號丁運載火箭首次進入國際發射市場，成功發射委内瑞拉米兰达号遥感卫星。2012年12月19日0時13分，長征二號丁運載火箭成功發射土耳其格克图尔克2号地球觀測衛星，是中国運載火箭首次發射土耳其衛星。

## 发射记录

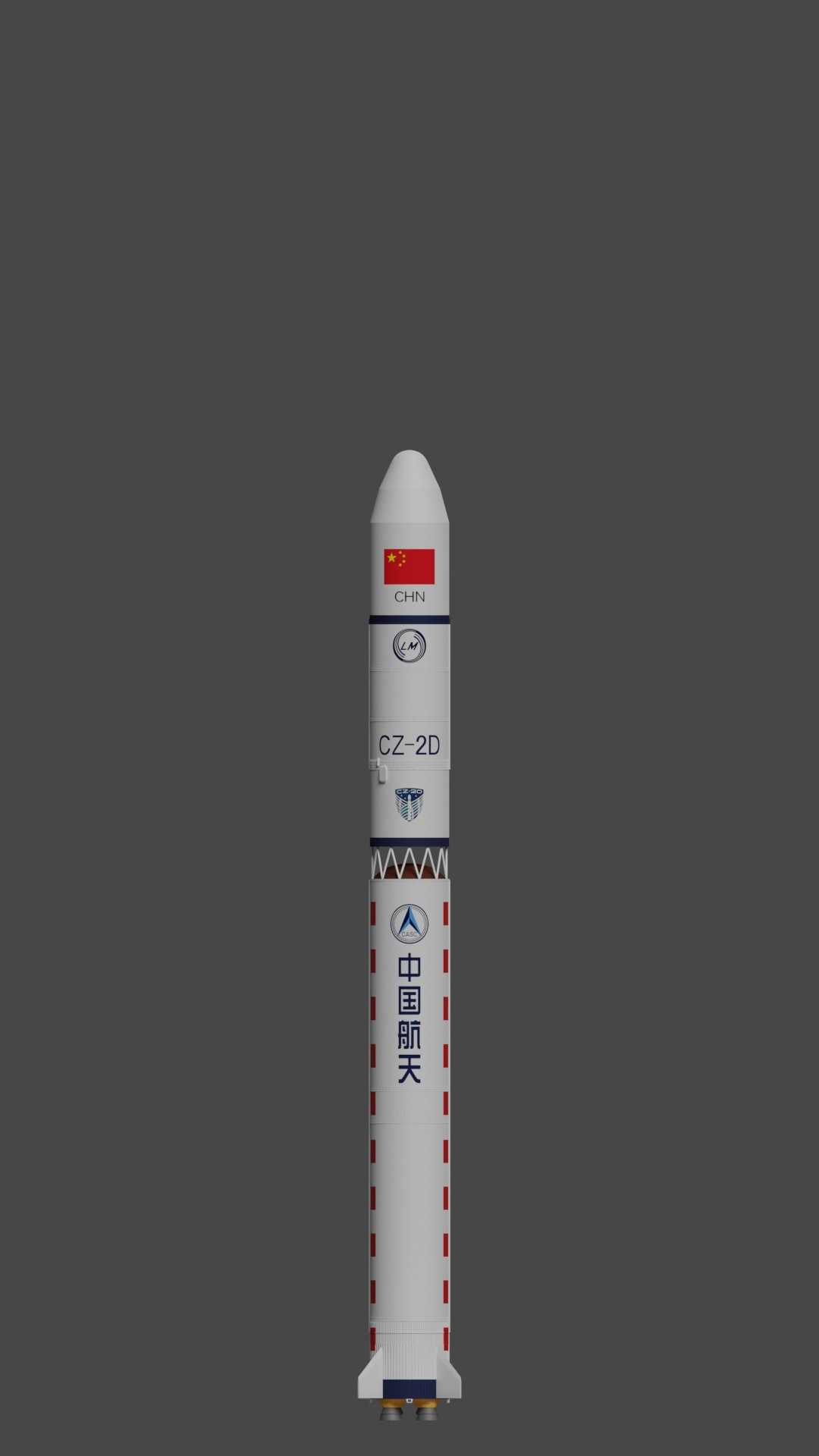
长征二号丁运载火箭渲染图

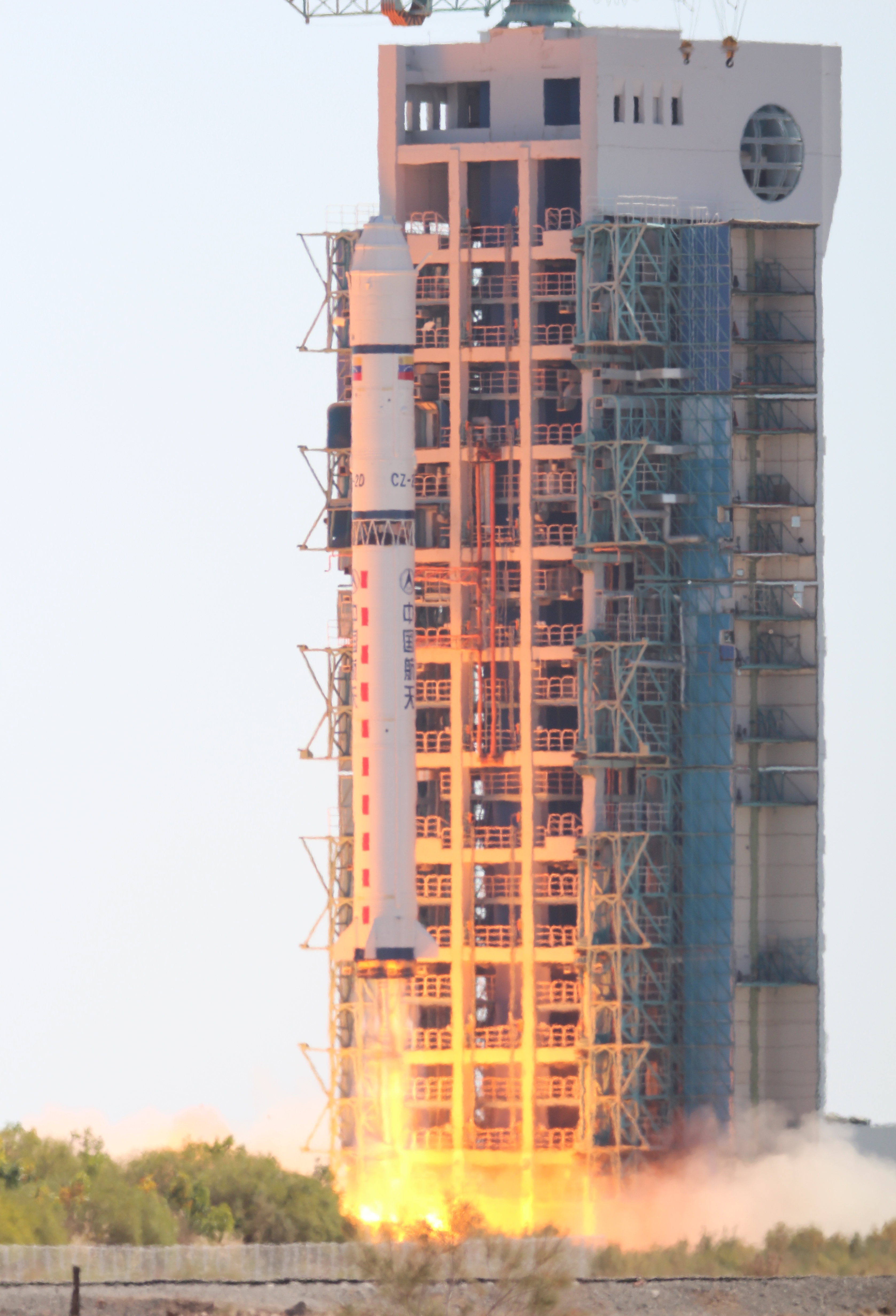
长征二号丁发射委内瑞拉遥感卫星一号

| 飞行次序             | 火箭序号 | 上面级        | 起飞时间（UTC+8）              | 发射工位                 | 有效载荷 | 卫星轨道     | 发射结果 |
| -------------------- | -------- | ------------- | ------------------------------ | ------------------------ | --- | ------------ | -------- |
| 1                    | 遥一     |               | 1992年8月9日                   | 酒泉卫星发射中心138工位  | 尖兵一号乙（返回式卫星2号） | 近地軌道     | 成功     |
| 2                    | 遥二     |               | 1994年7月3日                   | 酒泉卫星发射中心138工位  | 尖兵一号乙（返回式卫星2号） | 近地軌道     | 成功     |
| 3                    | 遥三     |               | 1996年10月20日                 | 酒泉卫星发射中心138工位  | 尖兵一号乙（返回式卫星2号） | 近地軌道     | 成功     |
| 4                    | 遥四     |               | 2003年11月2日                  | 酒泉卫星发射中心94号工位 | 尖兵四号（返回式卫星3号） | 近地軌道     | 成功     |
| 5                    | 遥五     |               | 2004年9月27日                  | 酒泉卫星发射中心94号工位 | 尖兵四号（返回式卫星3号） | 近地軌道     | 成功     |
| 6                    | 遥六     |               | 2005年7月6日                   | 酒泉卫星发射中心94号工位 | 实践七号 | 太陽同步軌道 | 成功     |
| 7                    | 遥七     |               | 2005年8月29日                  | 酒泉卫星发射中心94号工位 | 尖兵四号（返回式卫星3号） | 近地軌道     | 成功     |
| 8                    | 遥八     |               | 2007年5月25日                  | 酒泉卫星发射中心94号工位 | 遥感卫星二号 皮星1号 | 太陽同步軌道 | 成功     |
| 9                    | 遥十二   |               | 2008年11月5日                  | 酒泉卫星发射中心94号工位 | 创新1号02星 试验三号 | 太陽同步軌道 | 成功     |
| 10                   | 遥九     |               | 2008年12月1日                  | 酒泉卫星发射中心94号工位 | 遥感卫星四号 | 太陽同步軌道 | 成功     |
| 11                   | 遥十     |               | 2009年12月9日                  | 酒泉卫星发射中心94号工位 | 遥感卫星七号 | 太陽同步軌道 | 成功     |
| 12                   | 遥十五   |               | 2010年6月15日 9时39分          | 酒泉卫星发射中心94号工位 | 实践十二号 | 太阳同步轨道 | 成功     |
| 13                   | 遥十四   |               | 2010年8月24日 15时10分         | 酒泉卫星发射中心94号工位 | 天绘一号01星 | 太阳同步轨道 | 成功     |
| 14                   | 遥十一   |               | 2010年9月22日 10时42分         | 酒泉卫星发射中心94号工位 | 遥感卫星十一号 皮星一号A×2 | 太阳同步轨道 | 成功     |
| 15                   | 遥十九   |               | 2011年11月20日 8时15分         | 酒泉卫星发射中心94号工位 | 创新一号03星 试验卫星四号 | 太阳同步轨道 | 成功     |
| 16                   | 遥十七   |               | 2012年5月6日 15时10分          | 酒泉卫星发射中心94号工位 | 天绘一号02星 | 太阳同步轨道 | 成功     |
| 17                   | 遥十六   |               | 2012年9月29日 12时12分         | 酒泉卫星发射中心94号工位 | 委內瑞拉遥感卫星一号 | 太阳同步轨道 | 成功     |
| 18                   | 遥二十二 |               | 2012年12月19日 0时13分         | 酒泉卫星发射中心94号工位 | 土耳其格克图尔克2号 | 太阳同步轨道 | 成功     |
| 19                   | 遥十八   |               | 2013年4月26日 12时13分04秒     | 酒泉卫星发射中心94号工位 | 高分一号 | 太阳同步轨道 | 成功     |
| 20                   | 遥二十三 |               | 2013年11月25日 10时12分        | 酒泉卫星发射中心94号工位 | 试验五号卫星 | 太阳同步轨道 | 成功     |
| 21                   | 遥二十五 |               | 2014年9月4日 8时15分           | 酒泉卫星发射中心94号工位 | 创新一号04星 灵巧通信试验卫星 | 太阳同步轨道 | 成功     |
| 22                   | 遥二十四 |               | 2014年11月20日 15时12分        | 酒泉卫星发射中心94号工位 | 遥感卫星二十四号 | 太阳同步轨道 | 成功     |
| 23                   | 遥二十一 |               | 2015年9月14日 12时42分         | 酒泉卫星发射中心94号工位 | 高分九号 | 太阳同步轨道 | 成功     |
| 24                   | 遥三十七 |               | 2015年10月7日 12时13分         | 酒泉卫星发射中心94号工位 | 吉林一号A、B、C、D | 太阳同步轨道 | 成功     |
| 25                   | 遥二十六 |               | 2015年10月26日 15时10分        | 酒泉卫星发射中心94号工位 | 天绘一号03星 | 太阳同步轨道 | 成功     |
| 26                   | 遥三十一 |               | 2015年12月17日 8时12分         | 酒泉卫星发射中心94号工位 | 暗物质粒子探测卫星 | 太阳同步轨道 | 成功     |
| 27                   | 遥三十六 |               | 2016年4月6日 1时38分           | 酒泉卫星发射中心94号工位 | 实践十号 | 低地球轨道   | 成功     |
| 28                   | 遥二十七 |               | 2016年5月15日 10时43分         | 酒泉卫星发射中心94号工位 | 遥感卫星三十号 | 太阳同步轨道 | 成功     |
| 29                   | 遥三十二 |               | 2016年8月16日 1时40分          | 酒泉卫星发射中心94号工位 | 量子科學實驗衛星 · 力星1號 · 加泰罗尼亚³Cat-2 | 太阳同步轨道 | 成功     |
| 30                   | 遥三十四 |               | 2016年11月12日 7时14分         | 酒泉卫星发射中心94号工位 | 云海一号01星 | 太阳同步轨道 | 成功     |
| 31                   | 遥三十三 |               | 2016年12月22日 3时22分         | 酒泉卫星发射中心94号工位 | 全球二氧化碳监测科学实验卫星 高分辨率微纳卫星 宽幅高光谱微纳卫星×2 | 太阳同步轨道 | 成功     |
| 32                   | 遥三十九 |               | 2016年12月28日 11时23分        | 太原卫星发射中心9号工位  | 高景一号01星 高景一号02星 “八一·少年行”卫星 | 太阳同步轨道 | 部分成功 |
| 33                   | 遥三十   |               | 2017年10月9日 12时13分         | 酒泉卫星发射中心94号工位 | 委內瑞拉遥感卫星二号 | 太阳同步轨道 | 成功     |
| 34                   | 遥四十七 |               | 2017年12月3日 12时11分         | 酒泉卫星发射中心94号工位 | 陆地勘查卫星一号 | 太阳同步轨道 | 成功     |
| 35                   | 遥四十八 |               | 2017年12月23日 12时14分        | 酒泉卫星发射中心94号工位 | 陆地勘查卫星二号 | 太阳同步轨道 | 成功     |
| 36                   | 遥四十   |               | 2018年1月9日 11时24分          | 太原卫星发射中心9号工位  | 高景一号03星 高景一号04星 | 太阳同步轨道 | 成功     |
| 37                   | 遥四十九 |               | 2018年1月13日 15时10分         | 酒泉卫星发射中心94号工位 | 陆地勘查卫星三号 | 太阳同步轨道 | 成功     |
| 38                   | 遥十三   |               | 2018年2月2日 15时21分          | 酒泉卫星发射中心94号工位 | 张衡一号 · 风马牛一号 · 少年星一号 · 丹麦GOMX-4A、B · 阿根廷NewSat-4 · 阿根廷NewSat-5 | 极地轨道     | 成功     |
| 39                   | 遥五十   |               | 2018年3月17日 15时10分         | 酒泉卫星发射中心94号工位 | 陆地勘查卫星四号 | 太阳同步轨道 | 成功     |
| 40                   | 遥二十   |               | 2018年6月2日 12时13分          | 酒泉卫星发射中心94号工位 | 高分六号 珞珈一号科学实验卫星01星 | 太阳同步轨道 | 成功     |
| 41                   | 遥二十八 |               | 2018年11月20日 07时40分        | 酒泉卫星发射中心94号工位 | 试验六号 嘉定一号 天智一号 天平一号A、B | 太阳同步轨道 | 成功     |
| 42                   | 遥三十八 |               | 2018年12月7日 12时12分         | 酒泉卫星发射中心94号工位 | 沙烏地阿拉伯沙特-5A、B · TY/DF-1 · 斗鱼-666号（TFSTAR） · 新疆交通01号（TY3-01） · 瓢虫一号 · 猫王收音机星（瓢虫二号） · 华米星（瓢虫三号） · 星时代-2（瓢虫四号） · 立可达教育卫星（瓢虫五号） · 天猫国际号通讯卫星（瓢虫六号） · RE: X星（瓢虫七号） | 太阳同步轨道 | 成功     |
| 43                   | 遥三十五 | 远征三号遥一  | 2018年12月29日 16时00分        | 酒泉卫星发射中心94号工位 | 云海二号1、2、3、4、5、6 鸿雁星座试验星 | 低地球轨道   | 成功     |
| 44                   | 遥四十三 |               | 2019年9月25日 08时54分         | 酒泉卫星发射中心94号工位 | 云海一号02星 | 太阳同步轨道 | 成功     |
| 45                   | 遥五十八 |               | 2020年1月15日 10时53分04.636秒 | 太原卫星发射中心9号工位  | 吉林一号宽幅01星（红旗一号-H9） · 天启五号卫星（忻州号/云江号卫星） · 阿根廷NewSat-7 · 阿根廷NewSat-8 | 太阳同步轨道 | 成功     |
| 46                   | 遥六十一 |               | 2020年2月20日 05时07分         | 西昌卫星发射中心3号工位  | 新技术试验卫星C、D、E、F | 近地轨道     | 成功     |
| 47                   | 遥五十一 |               | 2020年5月31日 16时53分         | 酒泉卫星发射中心94号工位 | 高分九号02星 和德四号卫星 | 太阳同步轨道 | 成功     |
| 48                   | 遥五十二 |               | 2020年6月17日 15时19分         | 酒泉卫星发射中心94号工位 | 高分九号03星 和德五号卫星 皮星三号A星 | 太阳同步轨道 | 成功     |
| 49                   | 遥二十九 |               | 2020年7月5日 07时44分          | 酒泉卫星发射中心94号工位 | 试验六号02星 | 太阳同步轨道 | 成功     |
| 50                   | 遥五十六 |               | 2020年8月6日 12时01分          | 酒泉卫星发射中心94号工位 | 高分九号04星 清华重力与大气科学卫星 | 太阳同步轨道 | 成功     |
| 51                   | 遥五十七 |               | 2020年8月23日 10时27分         | 酒泉卫星发射中心94号工位 | 高分九号05星 多功能试验卫星 天拓五号卫星 | 太阳同步轨道 | 成功     |
| 52                   | 遥五十四 |               | 2021年6月11日 11时03分         | 太原卫星发射中心9号工位  | 北京三号卫星A星 海丝二号 仰望一号 太空试验1号天健卫星 | 太阳同步轨道 | 成功     |
| 53                   | 遥七十四 |               | 2021年7月3日 10时51分          | 太原卫星发射中心9号工位  | 吉林一号宽幅01B星 吉林一号高分03D卫星01、02、03 星时代-10卫星 | 太阳同步轨道 | 成功     |
| 54                   | 遥六十二 |               | 2021年7月29日 12时01分         | 酒泉卫星发射中心94号工位 | 天绘一号04星 | 太阳同步轨道 | 成功     |
| 55                   | 遥五十三 |               | 2021年10月14日 18时51分        | 太原卫星发射中心9号工位  | “羲和号”太阳Hα光谱探测卫星 和德二号E/F星 VDES交通试验星 低轨导航增强试验卫星 北航亚太一号 大学生小卫星-2A 轨道大气密度探测卫星 商业气象探测卫星 田园一号卫星 金紫荆卫星二号                                                                            | 太阳同步轨道 | 成功     |
| 56                   | 遥六十三 |               | 2021年11月6日 11时00分         | 西昌卫星发射中心3号工位  | 遥感三十五号卫星A、B、C星 | 近地轨道     | 成功     |
| 57                   | 遥四十一 |               | 2021年12月29日 19时13分        | 酒泉卫星发射中心94号工位 | 天绘-4卫星 | 太阳同步轨道 | 成功     |
| 58                   | 遥七十   |               | 2022年1月17日 10时35分         | 太原卫星发射中心9号工位  | 试验十三号卫星 | 太阳同步轨道 | 成功     |
| 59                   | 遥七十九 |               | 2022年5月5日 10时38分          | 太原卫星发射中心9号工位  | 吉林一号宽幅01C卫星吉林一号高分03D卫星27、28、29、30、31、32、33 | 太阳同步轨道 | 成功     |
| 60                   | 遥六十四 |               | 2022年6月23日 10时22分         | 西昌卫星发射中心3号工位  | 遥感三十五号02组卫星A、B、C星 | 近地轨道     | 成功     |
| 61                   | 遥六十五 |               | 2022年7月29日 21时28分         | 西昌卫星发射中心3号工位  | 遥感三十五号03组卫星A、B、C星 | 近地轨道     | 成功     |
| 62                   | 遥六十六 |               | 2022年8月20日 1时37分          | 西昌卫星发射中心3号工位  | 遥感三十五号04组卫星A、B、C星 | 近地轨道     | 成功     |
| 63                   | 遥七十五 |               | 2022年8月24日 11时01分         | 太原卫星发射中心9号工位  | 北京三号B星 | 太阳同步轨道 | 成功     |
| 64                   | 遥六十七 |               | 2022年9月6日 12时19分          | 西昌卫星发射中心3号工位  | 遥感三十五号05组卫星A、B、C星 | 近地轨道     | 成功     |
| 65                   | 遥七十六 |               | 2022年9月21日 07时15分         | 酒泉卫星发射中心94号工位 | 云海一号03星 | 太阳同步轨道 | 成功     |
| 66                   | 遥六十八 |               | 2022年9月26日 21时38分         | 西昌卫星发射中心3号工位  | 遥感三十六号01组卫星A、B、C星 | 近地轨道     | 成功     |
| 67                   | 遥五十五 |               | 2022年10月9日 7时43分          | 酒泉卫星发射中心94号工位 | 先进天基太阳天文台卫星（夸父一号） | 太阳同步轨道 | 成功     |
| 68                   | 遥六十九 |               | 2022年10月15日 3时12分         | 西昌卫星发射中心3号工位  | 遥感三十六号02组卫星A、B、C星 | 近地轨道     | 成功     |
| 69                   | 遥七十二 |               | 2022年10月29日 9时01分         | 酒泉卫星发射中心94号工位 | 试验二十号C星 | 近地轨道     | 成功     |
| 70                   | 遥八十九 |               | 2022年11月27日 20时23分        | 西昌卫星发射中心3号工位  | 遥感三十六号03组卫星A、B、C星 | 近地轨道     | 成功     |
| 71                   | 遥四十五 |               | 2022年12月9日 2时31分          | 太原卫星发射中心9号工位  | 高分五号01A | 太阳同步轨道 | 成功     |
| 72                   | 遥八十   |               | 2022年12月15日 2时25分         | 西昌卫星发射中心3号工位  | 遥感三十六号04组卫星A、B、C星 | 近地轨道     | 成功     |
| 73                   | 遥七十三 |               | 2023年1月13日 15时00分         | 酒泉卫星发射中心94号工位 | 遥感三十七号卫星试验二十二号A、B星 | 近地轨道     | 成功     |
| 74                   | 遥七十一 |               | 2023年1月15日 11时14分         | 太原卫星发射中心9号工位  | 齐鲁二号 齐鲁三号 珞珈三号01 金紫荆三号 金紫荆四号 金紫荆六号 北邮一号 天智二号D 吉林一号高分03D34 吉林一号MF02A03 吉林一号MF02A04 吉林一号MF02A07（华水一号） 吉林一号红外A07（沃福曼号） 吉林一号红外A08（海河一号）                                 | 太阳同步轨道 | 成功     |
| 75                   | 遥九十   |               | 2023年3月30日 18时50分         | 太原卫星发射中心9号工位  | 宏图一号01A星 宏图一号01B星 宏图一号01C星 宏图一号01D星 | 太阳同步轨道 | 成功     |
| 76                   | 遥八十八 |               | 2023年6月15日 13时30分         | 太原卫星发射中心9号工位  | 吉林一号高分06A 01-27星 金紫荆 37-38号星 吉林一号高分03D 19-26星 吉林一号平台02A 01-02星 霍尔果斯一号卫星 哈测农遥一号卫星 | 太阳同步轨道 | 成功     |
| 77                   | 遥九十一 |               | 2023年7月23日 10时50分         | 太原卫星发射中心9号工位  | 四象01（矿大南湖号） 四象02（虹口复兴号） 四象03（中电农创号） 银河航天灵犀03 | 太阳同步轨道 | 成功     |
| 78                   | 遥八十一 |               | 2023年7月27日 4时02分          | 西昌卫星发射中心3号工位  | 遥感三十六号05组卫星A、B、C星 | 近地轨道     | 成功     |
| 79                   | 遥八十二 |               | 2023年8月31日 15时36分         | 西昌卫星发射中心3号工位  | 遥感三十九号01组卫星A、B、C星 | 近地轨道     | 成功     |
| 80                   | 遥八十三 |               | 2023年9月17日 12时13分         | 西昌卫星发射中心3号工位  | 遥感三十九号02组卫星A、B、C星 | 近地轨道     | 成功     |
| 81                   | 遥八十四 |               | 2023年10月5日 8时24分          | 西昌卫星发射中心3号工位  | 遥感三十九号03组卫星A、B、C星 | 近地轨道     | 成功     |
| 82                   | 遥七十七 |               | 2023年10月15日 8时54分         | 酒泉卫星发射中心94号工位 | 云海一号04星 | 太阳同步轨道 | 成功     |
| 83                   | 遥八十五 |               | 2023年10月24日 4时03分         | 西昌卫星发射中心3号工位  | 遥感三十九号04组卫星A、B、C星 | 近地轨道     | 成功     |
| 84                   | 遥五十九 | 远征三号 遥二 | 2023年11月23日 18时00分        | 西昌卫星发射中心3号工位  | 互联网技术试验卫星 | 近地轨道     | 成功     |
| 85                   | 遥八十六 |               | 2023年12月10日 9时58分         | 西昌卫星发射中心3号工位  | 遥感三十九号05组卫星A、B、C星 | 近地轨道     | 成功     |
| 86                   | 遥八十七 | 远征三号 遥三 | 2024年3月21日 13时27分         | 酒泉卫星发射中心94号工位 | 云海二号02组卫星 | 近地轨道     | 成功     |
| 87                   | 遥一〇二 |               | 2024年4月3日 6时56分           | 西昌卫星发射中心3号工位  | 遥感四十二号01星 | 近地轨道     | 成功     |
| 88                   | 遥九十七 |               | 2024年4月15日 12时12分         | 酒泉卫星发射中心94号工位 | 四维高景三号01 | 太阳同步轨道 | 成功     |
| 89                   | 遥一〇三 |               | 2024年4月21日 7时45分          | 西昌卫星发射中心3号工位  | 遥感四十二号02星 | 近地轨道     | 成功     |
| 90                   | 遥九十八 |               | 2024年5月20日 11时06分         | 太原卫星发射中心9号工位  | 北京三号C星01-04星 | 太阳同步轨道 | 成功     |
| 91                   | 遥九十三 |               | 2024年9月20日 12时11分         | 太原卫星发射中心9号工位  | 吉林一号宽幅02B01-06星 | 太阳同步轨道 | 成功     |
| 92                   | 遥四十二 |               | 2024年9月27日 18时30分         | 酒泉卫星发射中心94号工位 | 实践十九号 | 近地轨道     | 成功     |
| 93                   | 遥六十   | 远征三号 遥五 | 2024年12月12日 15时17分        | 酒泉卫星发射中心94号工位 | 高速激光钻石A 高速激光钻石B 高速激光钻石C 高速激光钻石D 高速激光钻石E | 近地轨道     | 成功     |
| 94                   | 遥九十九 |               | 2024年12月17日 2时50分         | 太原卫星发射中心9号工位  | PIESAT-2 09-12星 | 太阳同步轨道 | 成功     |
| 95                   | 遥一〇一 |               | 2025年1月17日 12时07分         | 酒泉卫星发射中心94号工位 | PRSC-EO1卫星 天路一号 蓝碳一号 | 太阳同步轨道 | 成功     |
| 96                   | 遥一百   |               | 2025年3月15日 12时11分         | 酒泉卫星发射中心94号工位 | 四维高景三号02星 | 太阳同步轨道 | 成功     |
| 97                   | 遥七十八 |               | 2025年4月1日 12时00分          | 酒泉卫星发射中心94号工位 | 卫星互联网技术试验卫星×4 | 近地轨道     | 成功     |
| 98                   | 遥一〇七 |               | 2025年5月14日 12时12分         | 酒泉卫星发射中心94号工位 | 太空计算星座×12 | 太阳同步轨道 | 成功     |
| 99                   | 遥四十二 |               | 2025年6月14日 15时56分         | 酒泉卫星发射中心94号工位 | 张衡一号02星 （中意电磁监测卫星02） | 太阳同步轨道 | 成功     |
| \| 成功率：98.99% \| |          |               |                                |                          | |              |          |
| 成功率：98.99%       |          |               |                                |                          | |              |          |

### 数据统计
- 成功
- 计划
- 部分成功
- 失利

## 技术性能
| 总体参数 | 一子级 | 二子级 |
| *级数：2 - 全长(不含整流罩)： 33.667米 - 最大直径： 3.35米 - 起飞质量： 236.966吨 - 起飞推力： 2961.6千牛 - 推重比：1.28 - 运载能力： 约3100公斤 (175x355公里、倾角63度椭圆轨道) - 入轨精度 - 轨道倾角偏差： 0.2度 - 近地点高度偏差： 5公里 - 近地点幅角偏差： 5度 - 升交点经度偏差： 0.1度 | - 级长：24.660米 - 直径： 3.35米 - 起飞质量： 192.322吨 - 结构质量： 9820公斤 - 推进剂质量： 183.038吨 - 地面总推力： 2961.6千牛 - 发动机： YF-21B - 推进剂： 四氧化二氮/偏二甲肼 - 比冲： 2550牛·秒/公斤 - 工作时间：154.2秒 | - 级长： 9.007米 - 直径： 3.35米 - 起飞质量： 40.644吨 - 结构质量： 3122公斤 - 推进剂质量： 34.736吨 - 发动机： - YF-22(主机) - YF-23F(游机) - 推进剂： 四氧化二氮/偏二甲肼 - 真空推力： - 719.8千牛(主机) - 46.1千牛(游机) - 真空比冲： - 2822牛·秒/公斤(主机) - 2762牛·秒/公斤(游机) - 工作时间： - 113.48秒(主机) - 274.42秒(游机) |

## 残骸坠落
2023年3月7日8:00左右（美国时间），一枚于2022年6月23日执行将3个间谍卫星送入轨道的长征2D火箭，其质量约为4吨的二级残骸在落回地球后以超过17,000英里/小时的速度坠落，并在德克萨斯州上空解体。美国太空司令部于同年3月9日证实和表示，这次再入是不受控制的。